# Епархия Хильдесхайма
Епархия Хильдесхайма (лат. Dioecesis Hildesiensis, нем. Bistum Hildesheim) — епархия Римско-католической церкви в составе архиепархии-митрополии Гамбурга в Германии. В настоящее время епархией управляет епископ Норберт Трелле. Вспомогательные епископы — Николаус Швердтфегер, Хайнц-Гюнтер Бонгарц.
Клир епархии включает 426 священников (360 епархиальных и 66 монашествующих священников), 81 диакона, 75 монахов, 409 монахинь.

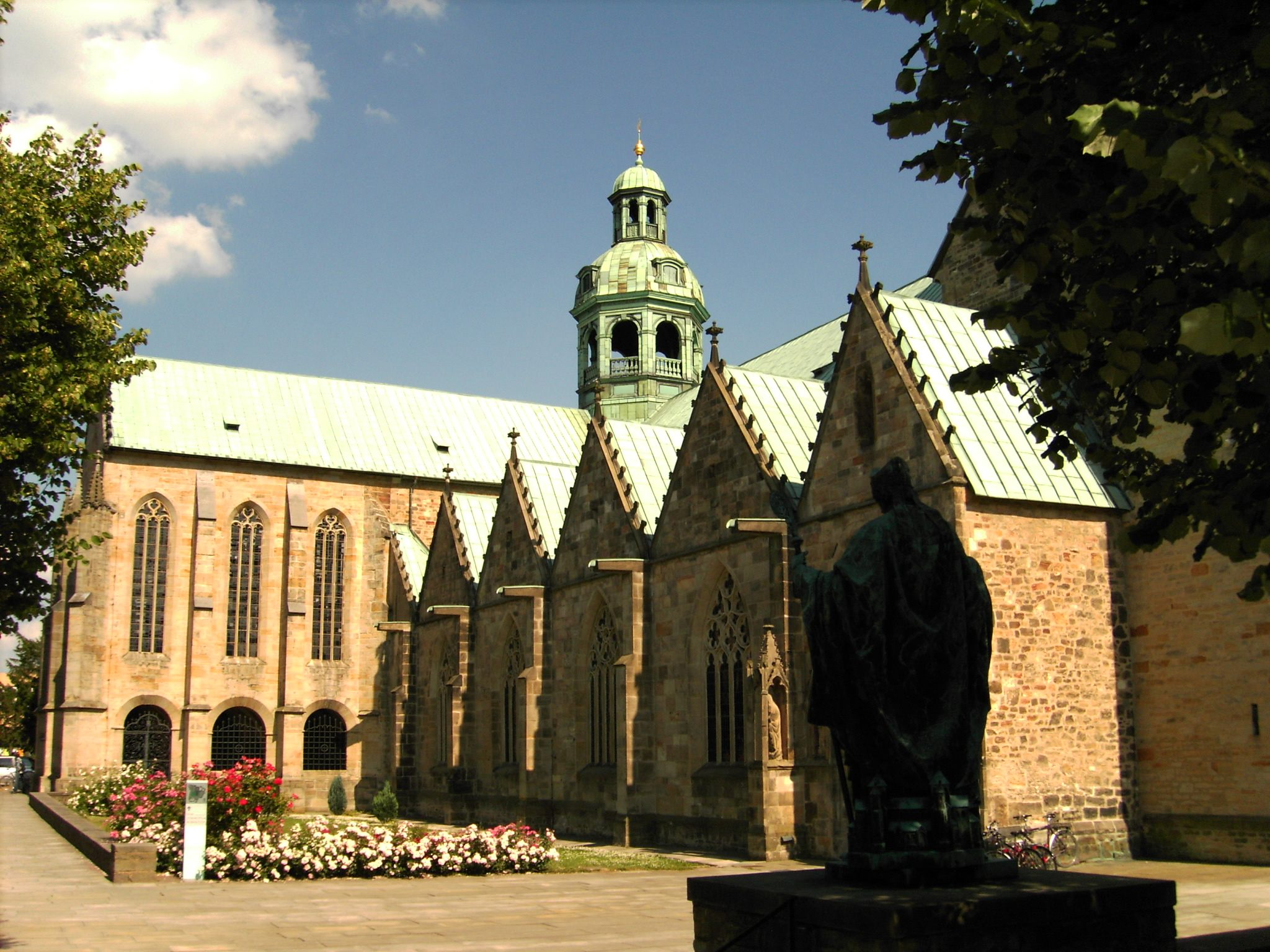
Собор Вознесения Девы Марии

## Территория
В юрисдикцию епархии входят 348 приходов на востоке земли Нижняя Саксония и севере земли Бремен, между Ганноверш Мюнден на юге и Северным морем на севере, рекой Везер на западе и горами Гарц на востоке.
Все приходы объединены в 18 деканатов.
Кафедра епископа находится в городе Хильдесхайм в Соборе Вознесения Пресвятой Богородицы.
Епархия Хильдесхайма — одна из крупнейших католических епархий в Германии (30 000 км), но с преимущественно протестантским населением.

## История
Кафедра Хильдесхайма была основана в 815 году. Первоначально она была епископством-суффраганством архиепархии Майнца.
В 1235 году епархия Хильдесхайма приобрела статус церковного княжества Хильдесхайм.
Среди старейших епархий на севере Германии, только кафедры Хильдесхайма и Оснабрюка остались верны католичеству во время протестантской Реформации.
В 1803 году церковное княжество Хильдесхайм было упразднено. Потеряла свой статус и церковная провинция Майнца, став частью митрополии Кёльна.
26 марта 1824 года Папа Лев XII буллой Impensa Romanorum Pontificum, впервые со времени основания, изменил границы епархии.
13 августа 1930 года буллой Pastoralis officii nostri Папы Пия XI епархия Хильдесхайма вошла в церковную провинцию архиепархии Падерборна.
24 октября 1994 года часть территории епархии отошла к архиепархии Гамбурга. Тогда же епархия Хильдесхайма вошла в митрополию Гамбурга.

## Епископы IX — нач. XIII веков
- Гунтар (815 — 05.07.834);
- Ремберт (834 — 12.02.835);
  - Sede vacante (835—847);
- Эббон (Эббо) (847 — 20.03.851);

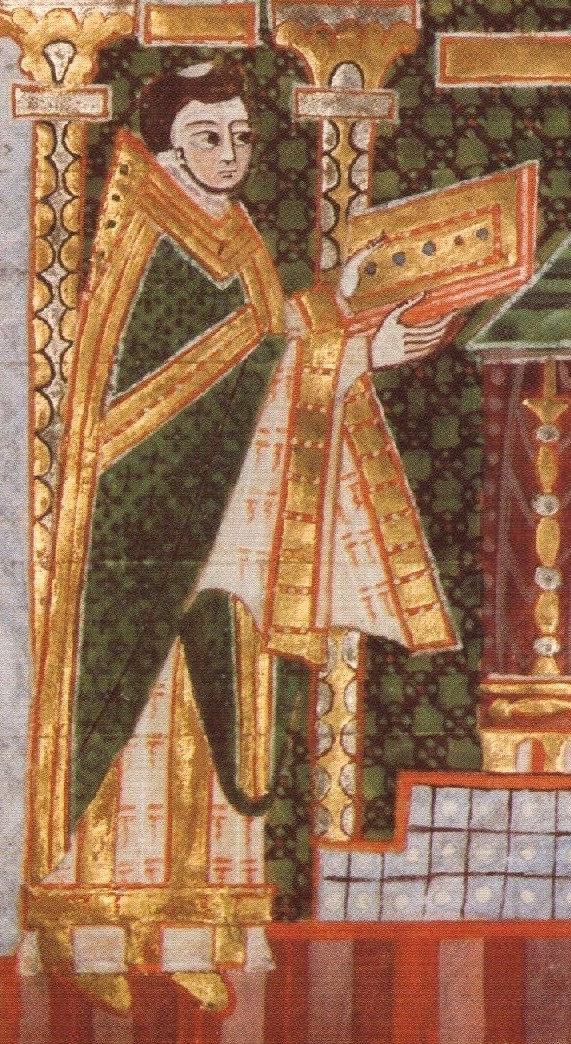
Епископ св. Бернвард (993—1022)

- Святой Альтфрид (851 — 15.08.874);
- Марквард (874 — 02.02.880);
- Вигберт (880 — 01.11.903);
- Вальдберт (909 — 03.11.919);
- Зехард (919 — 10.10.928);
- Дитхард (928 — 13.09.954);
- Отвин (954 — 01.12.984);
- Осдаг (985 — 8.11.989);
- Гердаг (19.01.990 — 07.12.992);
- Святой Бернвард (15.01.993 — 20.11.1022);
- Святой Годехард (02.12.1022 — 05.05.1038);
- Титмар (20.08.1038 — 14.11.1044);
- Ацелин (1044 — 08.03.1054);
- Хецило (1054 — 05.08.1079);
- Удо фон Глайхен-Райнхуазен (1079 — 19.10.1114);
- Брунинг (1115—1119) — избранный епископ;
- Бертольд I фон Альвеншлебен (31.10.1119 — 14.03.1130);
- Бернхард I (12.06.1130 — 1153);
- Бруно (03.06.1153 — 18.10.1162);
- Герман (1162 — 10.07.1170);
- Аделог (1171 — 20.09.1190);
- Берно (1190 — 28.10.1194);
- Конрад I фон Кверфурт (28.10.1194 — 1198) — назначен епископом Вюрцбурга;
- Харберт (1199 — 21.03.1216);
- Зигфрид I фон Лихтенберг (1216 — 26.01.1221);

## Князья-епископы
См. Хильдесхаймское княжество-епископство

## Епископы с 1803 года
- Франц Эгон фон Фюрстенберг[нем.] (06.01.1789 — 11.08.1825);
- Карл Клеменс фон Грубен[нем.] (11.08.1825 — 04.07.1827);
- Годехард Йозеф Остхаус[нем.] (26.03.1829 — 30.12.1835);
- Франц Фердинанд (Йоханн Франц) Фриц[нем.] (10.03.1836 — 06.09.1840);
- Якоб Йозеф Вандт[нем.] (09.12.1841 — 16.10.1849);
- Эдуард Якоб Ведекин[нем.] (27.11.1849 — 25.12.1870);
- Даниэль Вильгельм Соммерверк[нем.] (13.04.1871 — 18.12.1905);
- Адольф Бертрам (26.04.1906 — 25.05.1914) — назначен епископом Вроцлава;
- Йозеф Эрнст[нем.] (10.02.1915 — 05.05.1928);
- Николаус Барес[нем.] (15.01.1929 — 27.10.1933) — назначен епископом Берлина;
- Йозеф Годехард Макенс[нем.] (22.06.1934 — 14.08.1956);
- Генрих Мария Янссен[нем.] (03.02.1957 — 28.12.1983);
- Йозеф Хомайер[нем.] (25.08.1983 — 20.08.2004);
- Норберт Трелле (с 29 ноября 2005 года — по настоящее время).

## Статистика
На конец 2006 года из 5 700 000 человек, проживающих на территории епархии, католиками являлись 652 461 человек, что соответствует 11,4 % от общего числа населения епархии.
| год  | население | население | население | священники | священники        | священники         | священники                           | постоянные диаконы | монахи  | монахи  | приходы |
| год  | католики  | всего     | %         | всего      | белое духовенство | черное духовенство | число католиков на одного священника | постоянные диаконы | мужчины | женщины | приходы |
| ---- | --------- | --------- | --------- | ---------- | ----------------- | ------------------ | ------------------------------------ | ------------------ | ------- | ------- | ------- |
| 1950 | 669.532   | 4.875.462 | 13,7      | 463        | 432               | 31                 | 1.446                                |                    | 51      | 994     | 324     |
| 1970 | 738.919   | 5.510.238 | 13,4      | 619        | 494               | 125                | 1.193                                |                    | 150     | 864     | 427     |
| 1980 | 765.531   | 6.000.000 | 12,8      | 577        | 465               | 112                | 1.326                                | 18                 | 128     | 625     | 365     |
| 1990 | 725.000   | 6.000.000 | 12,1      | 562        | 456               | 106                | 1.290                                | 55                 | 125     | 532     | 361     |
| 1999 | 682.181   | 5.700.000 | 12,0      | 455        | 388               | 67                 | 1.499                                | 75                 | 83      | 470     | 279     |
| 2000 | 685.672   | 5.700.000 | 12,0      | 444        | 383               | 61                 | 1.544                                | 79                 | 77      | 449     | 279     |
| 2001 | 669.251   | 5.700.000 | 11,7      | 438        | 377               | 61                 | 1.527                                | 81                 | 72      | 339     | 279     |
| 2002 | 681.747   | 5.700.000 | 12,0      | 427        | 367               | 60                 | 1.596                                | 83                 | 70      | 418     | 279     |
| 2003 | 633.093   | 5.700.000 | 11,1      | 425        | 363               | 62                 | 1.489                                | 80                 | 71      | 415     | 349     |
| 2004 | 659.500   | 5.700.000 | 11,6      | 426        | 360               | 66                 | 1.548                                | 81                 | 75      | 409     | 348     |
| 2006 | 652.461   | 5.700.000 | 11,4      | 407        | 348               | 59                 | 1.603                                | 91                 | 69      | 366     | 313     |